# Saison 4 de The Good Place
Chronologie
Saison 3
Cet article présente le guide des épisodes de la quatrième et dernière saison de la série télévisée américaine The Good Place.

## Généralités
- Aux États-Unis, la saison est diffusée à partir du 26 septembre 2019[1] sur le réseau NBC
- Au Canada, la saison a été diffusée en simultanée sur le réseau Global.
- La saison est également diffusée intégralement sur Netflix dans tous les pays francophones, à l'exception du Québec.

## Distribution

### Acteurs principaux
- Kristen Bell (VF : Laura Préjean) : Eleanor Shellstrop
- Ted Danson (VF : Jean-Louis Faure) : Michael
- Jameela Jamil (VF : Charlotte Marin) : Tahani Al Jamil
- William Jackson Harper (VF : Jean-Baptiste Anoumon) : Chidi Anagonye
- Manny Jacinto (VF : Antoine Schoumsky) : Jason Mendoza
- D'Arcy Carden (VF : Armelle Gallaud) : Janet

### Acteurs récurrents
- Marc Evan Jackson : Shawn
- Maya Rudolph : Juge Gen
- Tiya Sircar : Vicky Sengupta
- Maribeth Monroe : Mindy St. Claire
- Jason Mantzoukas : Derek
- Kirby Howell-Baptiste : Simone Garnett
- Luke Guldan : Chris Baker
- Brandon Scott Jones : John Wheaton
- Benjamin Koldyke : Brent Norwalk
- Bambadjan Bamba : Bambadjan
- Josh Siegal : Glenn
- Lisa Kudrow (VF : Rafaèle Moutier) : Hypatie "Patty" D'Alexandrie (épisode 12)

## Épisodes

### Chapitre 40:Une fille qui vient d'Arizona, première partie
- États-Unis /  Canada : 26 septembre 2019 sur NBC / Global
- Belgique,  France,  Suisse : 27 septembre 2019 sur Netflix

- États-Unis : 2,42 millions de téléspectateurs[2] (première diffusion)

### Chapitre 41:Une fille qui vient d’Arizona, deuxième partie
- États-Unis /  Canada : 3 octobre 2019 sur NBC / Global
- Belgique,  France,  Suisse : 4 octobre 2019 sur Netflix

- États-Unis : 2,11 millions de téléspectateurs[3] (première diffusion)

### Chapitre 42:Chidétendu
- États-Unis /  Canada : 10 octobre 2019 sur NBC / Global
- Belgique,  France,  Suisse : 11 octobre 2019 sur Netflix

- États-Unis : 1,92 million de téléspectateurs[4] (première diffusion)

### Chapitre 43:La Taupe
- États-Unis /  Canada : 17 octobre 2019 sur NBC / Global
- Belgique,  France,  Suisse : 18 octobre 2019 sur Netflix

- États-Unis : 2,02 millions de téléspectateurs[5] (première diffusion)

### Chapitre 44:L'Employé du Bearimy
- États-Unis /  Canada : 24 octobre 2019 sur NBC / Global
- Belgique,  France,  Suisse : 25 octobre 2019 sur Netflix

- États-Unis : 1,91 million de téléspectateurs[6] (première diffusion)

### Chapitre 45:Une enquête de Chip Driver
- États-Unis /  Canada : 31 octobre 2019 sur NBC / Global
- Belgique,  France,  Suisse : 1er novembre 2019 sur Netflix

- États-Unis : 2,21 millions de téléspectateurs[7] (première diffusion)

### Chapitre 46:Tu aideras ton prochain
- États-Unis /  Canada : 7 novembre 2019 sur NBC / Global
- Belgique,  France,  Suisse : 8 novembre 2019 sur Netflix

- États-Unis : 1,98 million de téléspectateurs[8] (première diffusion)

### Chapitre 47:Irrévocables funérailles
- États-Unis /  Canada : 14 novembre 2019 sur NBC / Global
- Belgique,  France,  Suisse : 15 novembre 2019 sur Netflix

- États-Unis : 2,06 millions de téléspectateurs[9] (première diffusion)

### Chapitre 48:La Réponse
- États-Unis /  Canada : 21 novembre 2019 sur NBC / Global
- Belgique,  France,  Suisse : 22 novembre 2019 sur Netflix

- États-Unis : 2,05 millions de téléspectateurs[10] (première diffusion)

### Chapitre 49:T'as changé, mec!
- États-Unis /  Canada : 9 janvier 2020 sur NBC / Global
- Belgique,  France,  Suisse : 10 janvier 2020 sur Netflix

- États-Unis : 2,08 millions de téléspectateurs[11] (première diffusion)

- Timothy Olyphant

### Chapitre 50:Moi aussi, je déteste le lundi!
- États-Unis /  Canada : 16 janvier 2020 sur NBC / Global
- Belgique,  France,  Suisse : 17 janvier 2020 sur Netflix

- États-Unis : 1,93 million de téléspectateurs[12] (première diffusion)

### Chapitre 51:Patty
- États-Unis /  Canada : 23 janvier 2020 sur NBC / Global
- Belgique,  France,  Suisse : 24 janvier 2020 sur Netflix

- États-Unis : 2,12 millions de téléspectateurs (première diffusion)

- Lisa Kudrow (Hypatie d'Alexandrie)

### Chapitre 52:Quand vous êtes prêts (partie 1)
- États-Unis /  Canada : 30 janvier 2020 sur NBC / Global
- Belgique,  France,  Suisse : 31 janvier 2020 sur Netflix

- États-Unis : 2,32 millions de téléspectateurs (première diffusion)

### Chapitre 53:Quand vous êtes prêts (partie 2)
- États-Unis /  Canada : 30 janvier 2020 sur NBC / Global
- Belgique,  France,  Suisse : 31 janvier 2020 sur Netflix

- États-Unis : 2,32 millions de téléspectateurs (première diffusion)